# فطحیه
فطحیه یکی از فرقه‌های امامیه بود که در حال حاضر وجود ندارد. آن‌ها گروهی از شیعیان بودند که یکی از فرزندان امام ششم شیعیان جعفر صادق، به نام عبدالله افطح را که پس از مرگ اسماعیل بن جعفر، فرزند ارشد صادق به حساب می‌آمد، به عنوان امام پذیرفتند، اما عبدالله افطح هفتاد روز پس از مرگ پدرش بدون فرزند از دنیا رفت. فطحیه تا اواخر قرن سوم هجری در میان شیعیان وجود داشتند. فرق آن‌ها با جریان اصلی شیعه در این بود که آن‌ها عبدالله افطح را به عنوان امام در بین جعفر صادق و موسی کاظم می‌گنجاندند. برخی پیروان افطح قائل به دنیا آمدن فرزندی مخفی به نام محمد برای او شدند و او را مهدی موعود می‌دانستند.
بنا به روایت دیگری از شیعیان دوازده‌امامی، عبدالله افطح در نزد پدر محبوبیتی نداشت و متمایل به «حشویه» و «مرجئه» بود. او بعد از پدرش به جای او نشست و به اتکای این حدیث از پدر که (امامت در بهترین فرزندان امام است) به جمع‌آوری پیروان پدرش پرداخت واین گروه را به نام عبدالله بن فطح یا عبدالله بن افطح نامی که از پیشوایان ایشان واهل کوفه بوده فطحیه نامیده شدند.

## فطحی‌ها در کنار سایر گروه‌های شیعه

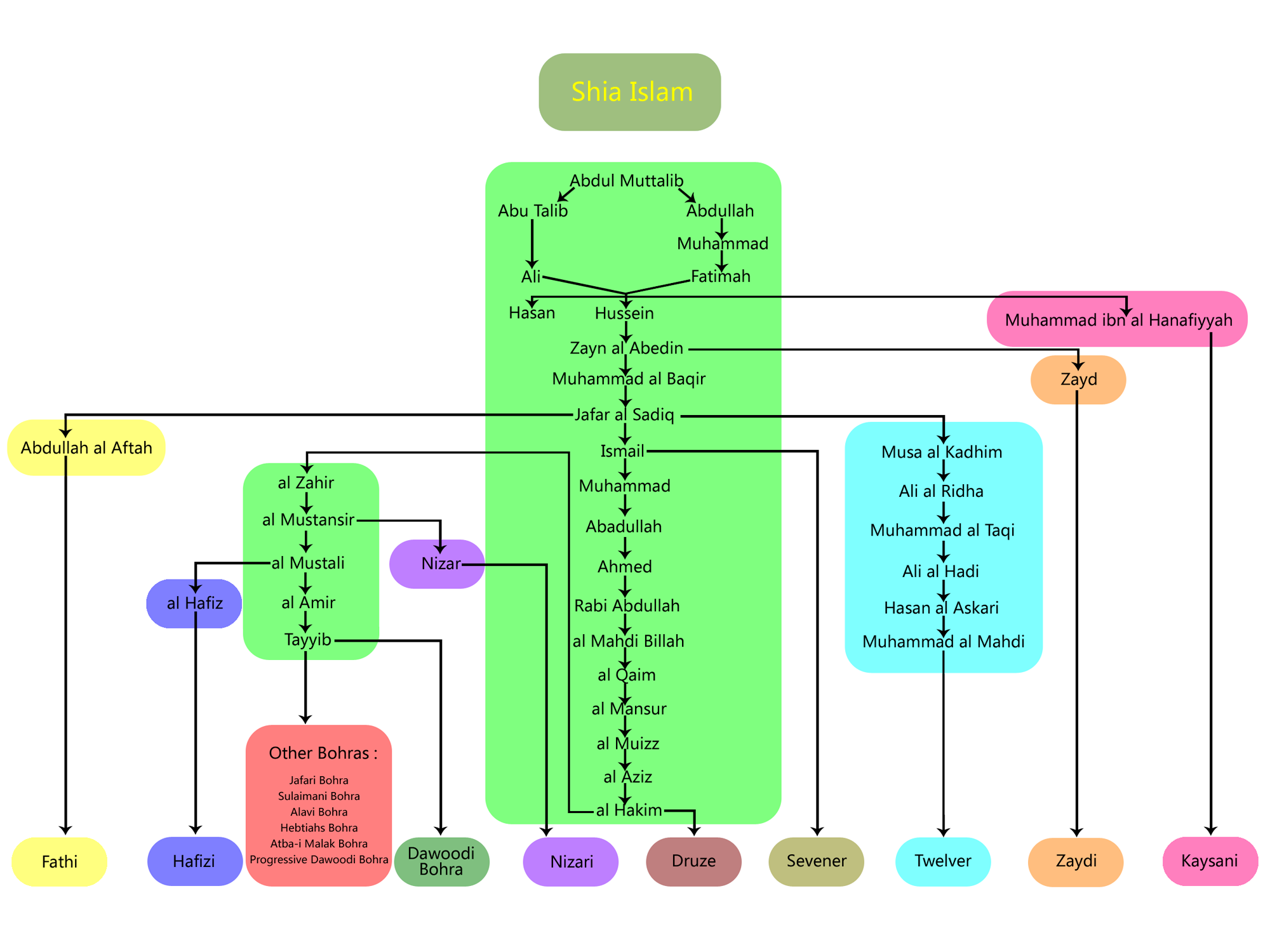
(نکته: حنفیه امام کیسانی از نسل علی و از خوله بنت جعفر همسر علی است نه فاطمه. دروزی‌ها بعد از امام حکیم دوشاخه شدند دیگر شیعه نیستند)